# Ягорлицький заказник
Ягорли́цький зака́зник — орнітологічний заказник загальнодержавного значення в Україні. Один з об'єктів природно-заповідного фонду Херсонської області. 
Розташований на території Голопристанського району, на захід від села Іванівка, в акваторії Ягорлицької затоки Чорного моря. Природно-заповідний об'єкт входить до складу Рамсарських водно-болотних угідь. 
Площа 30300 га. Статус присвоєно згідно з Постановою РМ УРСР від 28.10.1974 року № 500. Перебуває у віданні: Чорноморський біосферний заповідник. 
Заказник є буферною зоною Чорноморського біосферного заповідника, а в його акваторії зимують водоплавні птахи. Видовий склад цих птахів такий, як і в заповіднику, він охарактеризований в описі птахів Чорноморського біосферного заповідника.

## Галерея

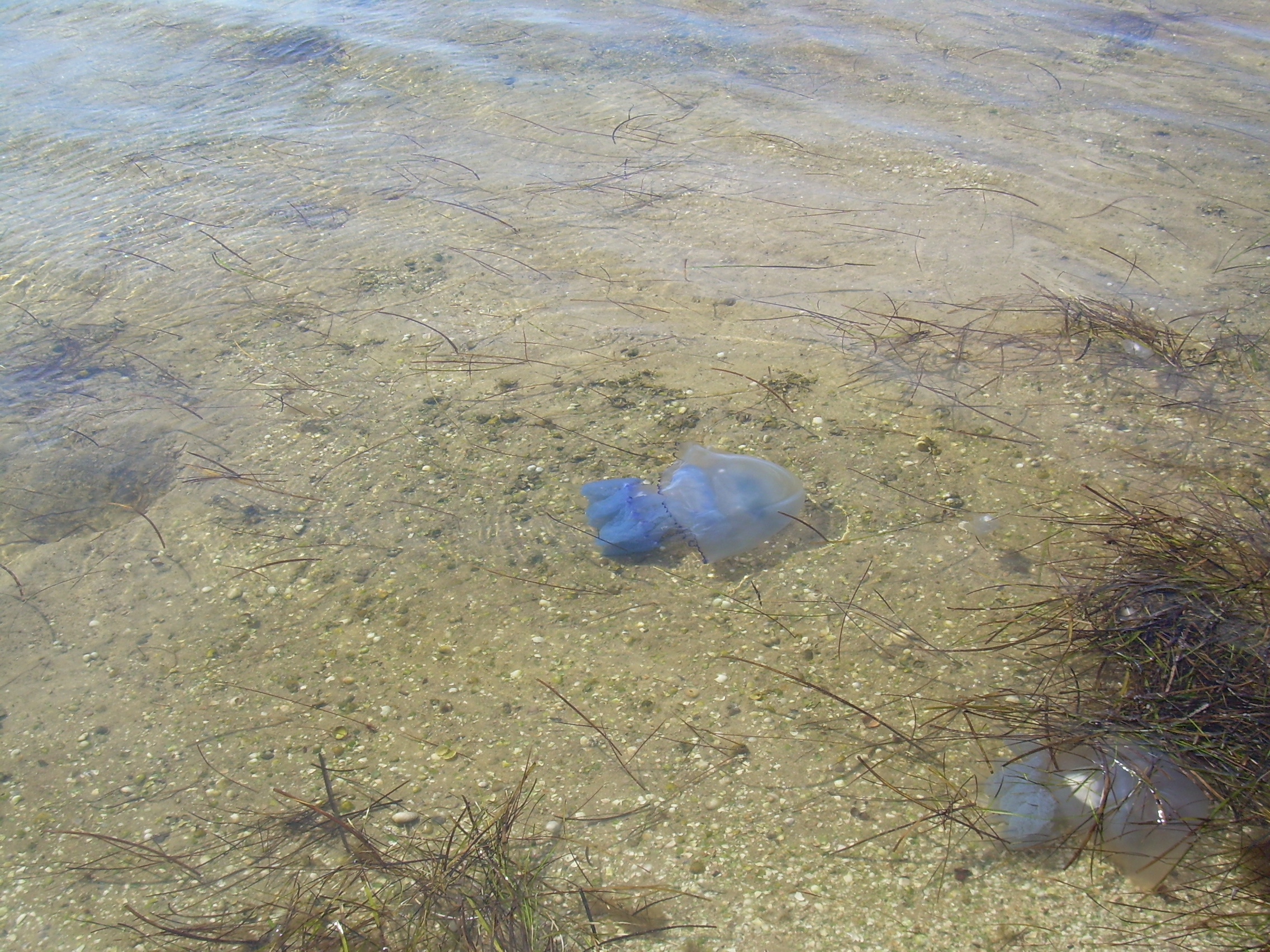
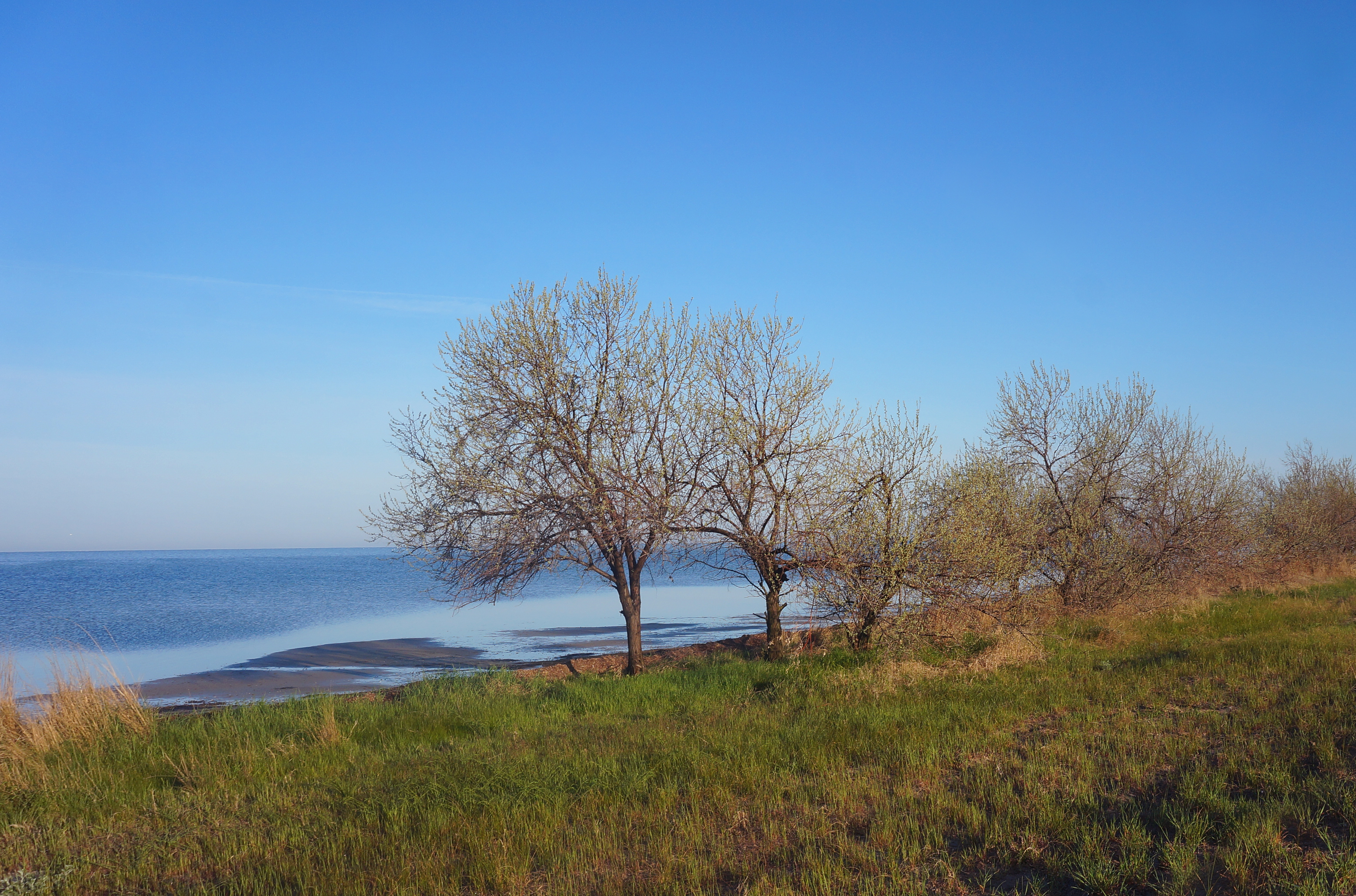
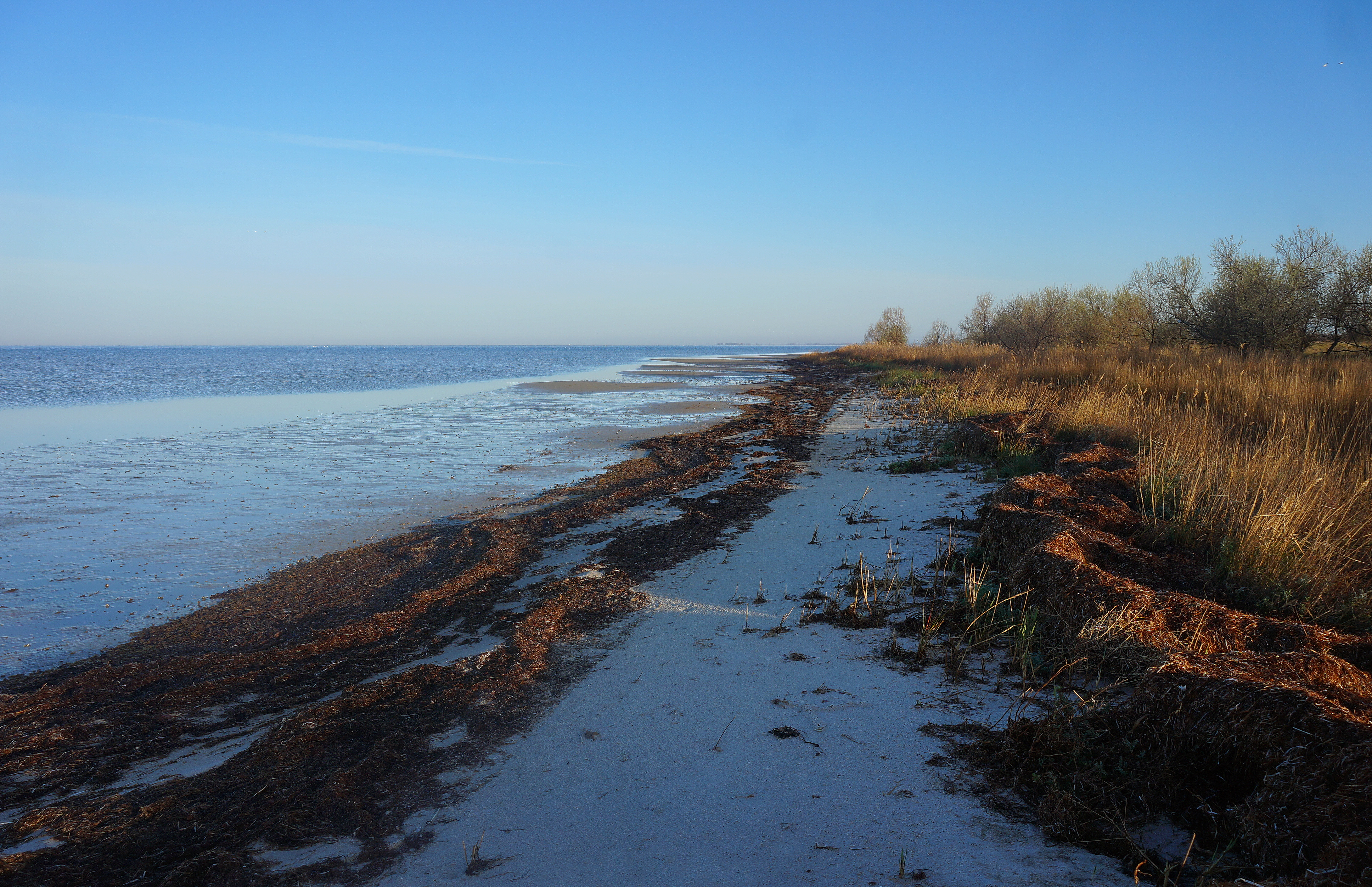